# Teddy Baubigny
Teddy Baubigny (Francia, 2 de septiembre de 1998) es un jugador profesional francés de rugby que se desempeña en la posición de hooker en Rugby Club Toulonnais, equipo perteneciente a la liga Top 14.

## Carrera
Baubigny es un jugador de formación francesa (JIFF). En 2012 comenzó su carrera deportiva con el equipo Rugby Club Pays de Meau, en el cual jugó una temporada (2012-2013), después pasó a Racing 92 (2013-2022), luego a Rugby Club Toulonnais, donde lleva jugando dos temporadas.